# Szilikát

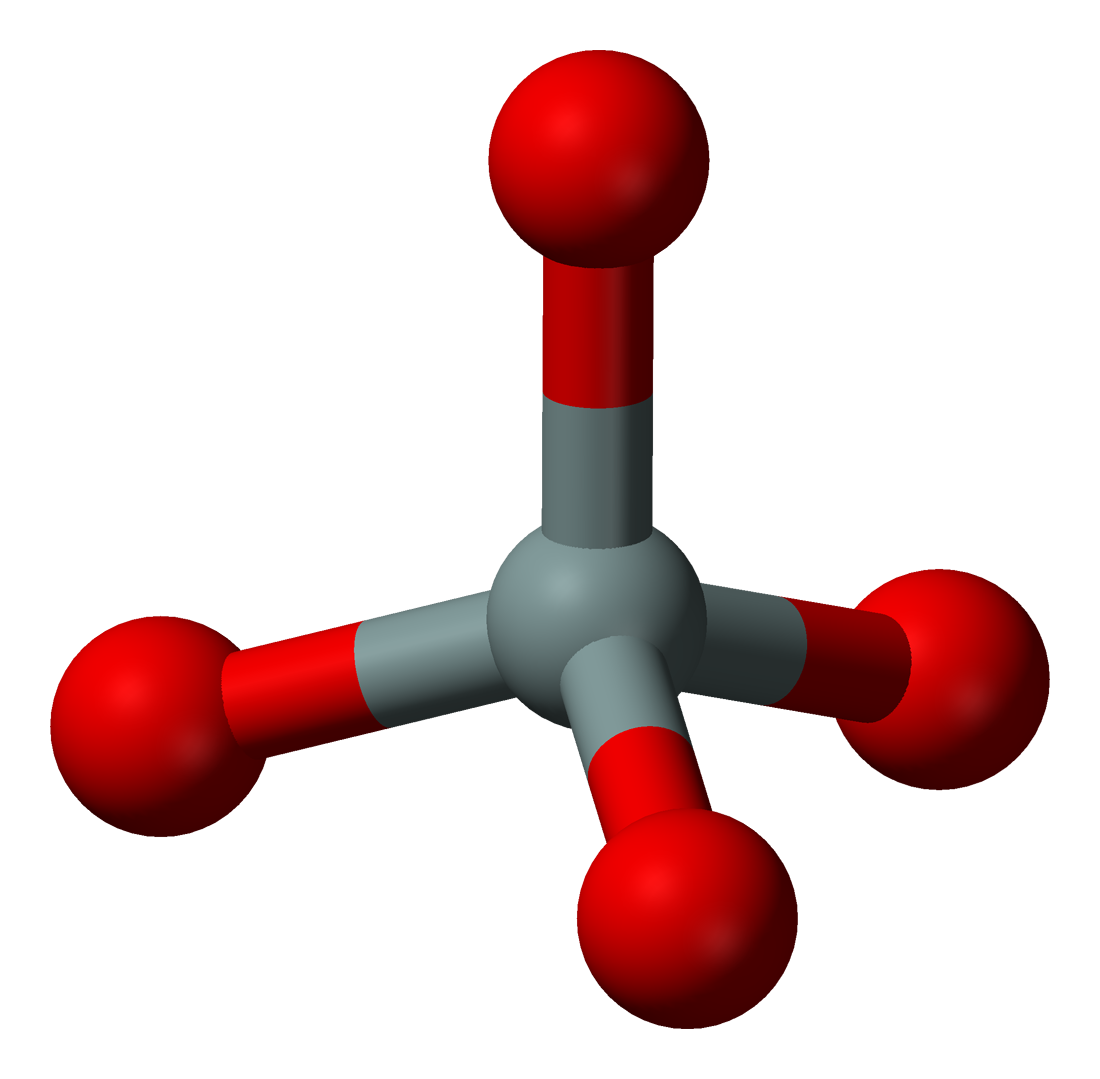
Ortoszilikát pálcikamodellje

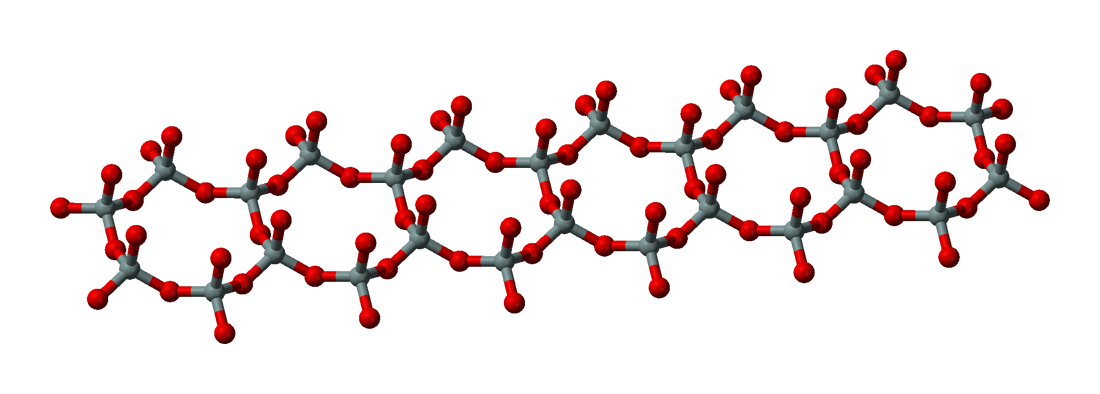
Kettős láncú szilikát polimer pálcikamodellje

A szilikátok szilikátiont tartalmazó vegyületek. A szilikát anion egy összetett ion, a szilícium oxidja; amelyben a központi szilíciumatomot oxigénatomok veszik körül, ezzel egy tetraéderes szerkezetet hozva létre. Alapesetben a szilikátion egy szilíciumatomból, és az azt körülvevő négy oxigénatomból épül fel – ezt nevezzük ortoszilikátnak, képlete SiO4−4. Ezen túlmenően a tetraéderek polimereket alkothatnak, úgy, hogy a tetraéderek egy közös oxigénatomon keresztül összekapcsolódnak. Ebből adódóan, ezen polimerekben a szilícium és az oxigén aránya megváltozik. A tetraéderek összekapcsolódása történhet egy, kettő vagy akár három irányban, ebből következően láncos, réteges és állványos szerkezeteket alkothatnak.

## Szilikátásványok
Az ásványtanban a szilikátok képezik a szilikátásványok osztályát. A szilikátásványok két szempontból is rendkívül figyelemre méltók; egyrészt igen sokfélék, az ismert ásványfajok mintegy egyharmada ide tartozik. Másrészt a szilikátok alkotják a Föld, illetve a Föld-típusú bolygók kérgének legnagyobb tömegét.
A szilikátásványok osztályozásának alapja a szilikát anion polimerizációjának foka, mely alapján az alábbi alosztályokat különböztetjük meg:
- szigetszilikátok (vagy nezoszilikátok): egy tetraéder, nincs polimerizáció
- csoportszilikátok (vagy szoroszilikátok): két kapcsolódó tetraéder
- gyűrűszilikátok (vagy cikloszilikátok): az összekapcsolódó tetraéderek gyűrűt alkotnak, a gyűrűben a tetraéderek száma 3-9
- láncszilikátok (vagy inoszilikátok): a tetraéderek láncot alkotnak
- rétegszilikátok (vagy filloszilikátok): a tetraéderek két dimenziós hálózatot, réteget alkotnak
- állványszilikátok (vagy tektoszilikátok): a tetraéderek három dimenziós hálózatot, állványt alkotnak